# Александър Головин (футболист)
Александър Сергеевич Головин е руски футболист, полузащитник на Монако и руския национален отбор. Най-често се изявява като атакуващ халф или отляво на полузащитата. 

## Кариера
Юноша е на Металург-Кузбасс. В периода 2011 – 2012 играе за Кузбасс-УОР в градските първенства на Новокузнецк. През октомври 2012 г. Головин преминава в школата на ЦСКА Москва. През март 2013 г. дебютира за юношеския национален тим на Русия. Същата година става и европейски шампион до 17 г. в състава на „Сборная“. Участва и на световното първенство за юноши, където Русия достига 1/8 финал.
На 24 септември 2014 г. Головин записва първия си официален мач за ЦСКА Москва. Той е в Купата на Русия срещу Химик Дзержинск. На 14 март 2015 г. дебютира и в първенството, като влиза като резерва в среща с Мордовия. През сезон 2014/15 изиграва 7 мача в Премиер-лигата.
През сезон 2015/16 Головин започва да играе по-често за клубния си тим, а в пролетния дял на шампионата Слуцкий му доверява по-често титулярно място. На 9 април 2016 се разписва за първи път и за ЦСКА – при разгрома над Мордовия с 8:0. На 20 април 2016 г. ЦСКА побеждава ФК Краснодар с 3:1 и се класира за финала на Купата на Русия. В този мач Головин вкарва 2 гола и се отчита с асистенция.
През сезон 2016/17 се налага като основна фигура в състава. В отсъствието на котузения Алан Дзагоев Головин става основен плеймейкър на тима и играе във всички 30 мача на шампионата на Русия, в които вкарва 3 гола. По това време интерес към футболиста проявява английският Челси.
През сезон 2017/18 е с основен принос за силното представяне на ЦСКА в Лига Европа и достигането на 1/4-финалната фаза на турнира. Отбелязва голове срещу Олимпик Лион в 1/8-финалите (след което е избран и за футболист на седмицата в турнира) и Арсенал. В шампионата изиграва 27 мача и вкарва 5 гола. Избран е за футболист на сезона в ЦСКА в анкетата на феновете.
През юли 2018 г. подписва с френския Монако, като е привлечен за 30 милиона евро. Дебютира за Монако на 20 септември в мач срещу Ним. На 29 януари 2019 г. вкарва първия си гол за „монегаските“ в мач от Купата на Лигата на Франция срещу Гингам (2:2, 4:5 след дузпи). Сезонът за Монако е далеч от успешен, като тимът се бори за оцеляване в елита. В предпоследния кръг Головин вкарва гол и дава асистенция на Радамел Фалкао при успеха над Амиен с 3:1, с който Монако запазва мястото си в Лига 1.
През сезон 2019/20 става един от водещите играчи на Монако и попада в идеалния отбор на сезона по версията на BeIn Sports. Изданието The Score го поставя след най-прогерсиращите играчи в шампионата на Франция.
Следващата кампания за Головин е противоречива, като той пропуска над 4 месеца поради контузии. След като се завръща в игра обаче успява да вкара голове в два поредни мача, след като се появява като резерва. На 7 февруари 2021 г. за първи път в кариерата си вкарва хеттрик в мача с Ним (4:3) и дава асистенция за четвъртия гол на Монако. На 1 май 2022 г. записва своя мач номер 100 във френското първенство.
През сезон 2022/23 най-често е използван като ляв халф. На 11 февруари 2023 г. вкарва гол във вратата на ПСЖ, с което задминава Александър Мостовой като най-резултатен руски футболист във френската Лига 1. На 19 февруари вкарва във вратата на Брест, с което прави най-резултатната си кампания на клубно ниво с 6 гола.

## Национален отбор
Европейски шампион за юноши до 17 г. през 2013 г. През 2015 г. халфът е повикан от Леонид Слуцкий (трениращ едновременно ЦСКА Москва и Русия) в състава на руския национален отбор. Още в дебюта си Александър се отчита с гол, а Сборная побеждава Беларус в контрола с 4:2. На 26 март 2016 г. Головин вкарва втори гол за Русия при втория си мач за националите. Това става срещу тима на Литва.
Участва на Евро 2016, където е пробван като опорен халф, но Русия отпада още в груповата фаза. През 2017 г. е част от състава на „Сборная“ на турнира за Купата на конфедерациите.
На Мондиал 2018 Головин е сред водещите играчи на тима, като в първия мач от груповата фаза срещу Саудитска Арабия се отчита с гол и 2 асистенции, а „Сборная“ побеждава с разгромното 5:0. Избран е в идеалния отбор на груповата фаза на шампионата и помага на Русия да достигне 1/4-финалите.
Играе за Русия на Евро 2020, но „Сборная“ отпада още в групите.

## Статистика
| Клуб        | Сезон   | Шампионат | Шампионат | Купа   | Купа   | Евротурнири | Евротурнири | Общо   | Общо   |
| Клуб        | Сезон   | Мачове    | Голове    | Мачове | Голове | Мачове      | Голове      | Мачове | Голове |
| ----------- | ------- | --------- | --------- | ------ | ------ | ----------- | ----------- | ------ | ------ |
| ЦСКА Москва | 2014/15 | 7         | 0         | 3      | 0      | 0           | 0           | 10     | 0      |
| ЦСКА Москва | 2015/16 | 17        | 1         | 3      | 4      | 2           | 0           | 23     | 3      |
| ЦСКА Москва | 2016/17 | 30        | 3         | 0      | 0      | 6           | 0           | 37     | 3      |
| ЦСКА Москва | 2017/18 | 27        | 5         | 1      | 0      | 15          | 2           | 43     | 7      |
| Общо        | Общо    | 81        | 9         | 8      | 2      | 23          | 2           | 113    | 13     |